# Будкі (гміна Грабув)
Будкі (пол. Budki) — село в Польщі, у гміні Грабув Ленчицького повіту Лодзинського воєводства.
Населення — 128 осіб (2011).
У 1975-1998 роках село належало до Конінського воєводства.

## Демографія
Демографічна структура станом на 31 березня 2011 року:
|          | Загалом | Допрацездатний вік | Працездатний вік | Постпрацездатний вік |
| -------- | ------- | ------------------ | ---------------- | -------------------- |
| Чоловіки | 65      | 9                  | 48               | 8                    |
| Жінки    | 63      | 15                 | 37               | 11                   |
| Разом    | 128     | 24                 | 85               | 19                   |